# Пирофосфат неодима(III)
Пирофосфат неодима(III) — неорганическое соединение,
соль неодима и пирофосфорной кислоты
с формулой Nd4(P2O7)3,
розовые кристаллы,
не растворяется в воде.

## Получение
- Растворение карбоната или гидроксида неодима в растворе пирофосфорной кислоты:

{\displaystyle {\mathsf {2Nd_{2}(CO_{3})_{3}+3H_{4}P_{2}O_{7}\ {\xrightarrow {}}\ Nd_{4}(P_{2}O_{7})_{3}\downarrow +6CO_{2}\uparrow +6H_{2}O}}}
{\displaystyle {\mathsf {4Nd(OH)_{3}+3H_{4}P_{2}O_{7}\ {\xrightarrow {}}\ Nd_{4}(P_{2}O_{7})_{3}\downarrow +12H_{2}O}}}

## Физические свойства
Пирофосфат неодима(III) образует розовые кристаллы.
Не растворяется в воде.